# Filip Hållander
Daniel Filip Hållander, född 29 juni 2000 i Sundsvall, är en svensk professionell ishockeyspelare som spelar för Timrå IK i Svenska Hockeyligan.
Hans moderklubb är Timrå IK.
Hållander valdes i andra rundan, som 58:e spelare totalt, i NHL-draften 2018 av Pittsburgh Penguins.